# Fernand Crommelynck
Pour les articles homonymes, voir Crommelynck.
Fernand Crommelynck est un dramaturge, acteur, metteur en scène, scénariste, romancier et journaliste belge d'expression française, né à Paris le 19 novembre 1886 et mort à Saint-Germain-en-Laye le 17 mars 1970,.

## Biographie
Fernand Crommelynck est d'abord comédien, puis il fait ses débuts de dramaturge au théâtre du parc de Bruxelles en 1906 dans la pièce Nous n'irons plus aux bois. Il écrit ensuite, tant pour les scènes parisiennes que bruxelloises, de nombreuses autres pièces imprégnées d'expressionnisme germanique et de candeur oratoire flamande.
ll joue également comme acteur dans quelques films muets belges réalisés par le cinéaste français Alfred Machin, dont L'Histoire de Minna Claessens (1912, premier long métrage du cinéma belge, aujourd'hui perdu), Le Baiser de l'empereur et le mélodrame pacifiste Maudite soit la guerre (1914). En 1925, il joue et rédige les intertitres du film muet Le Juif polonais. Il signe ensuite plusieurs scénarios pour des films français, britanniques et allemands, notamment Le Roman de Werther, une adaptation du roman de Goethe réalisé par Max Ophüls en 1938. À la même époque, il amorce en parallèle une carrière de journaliste.

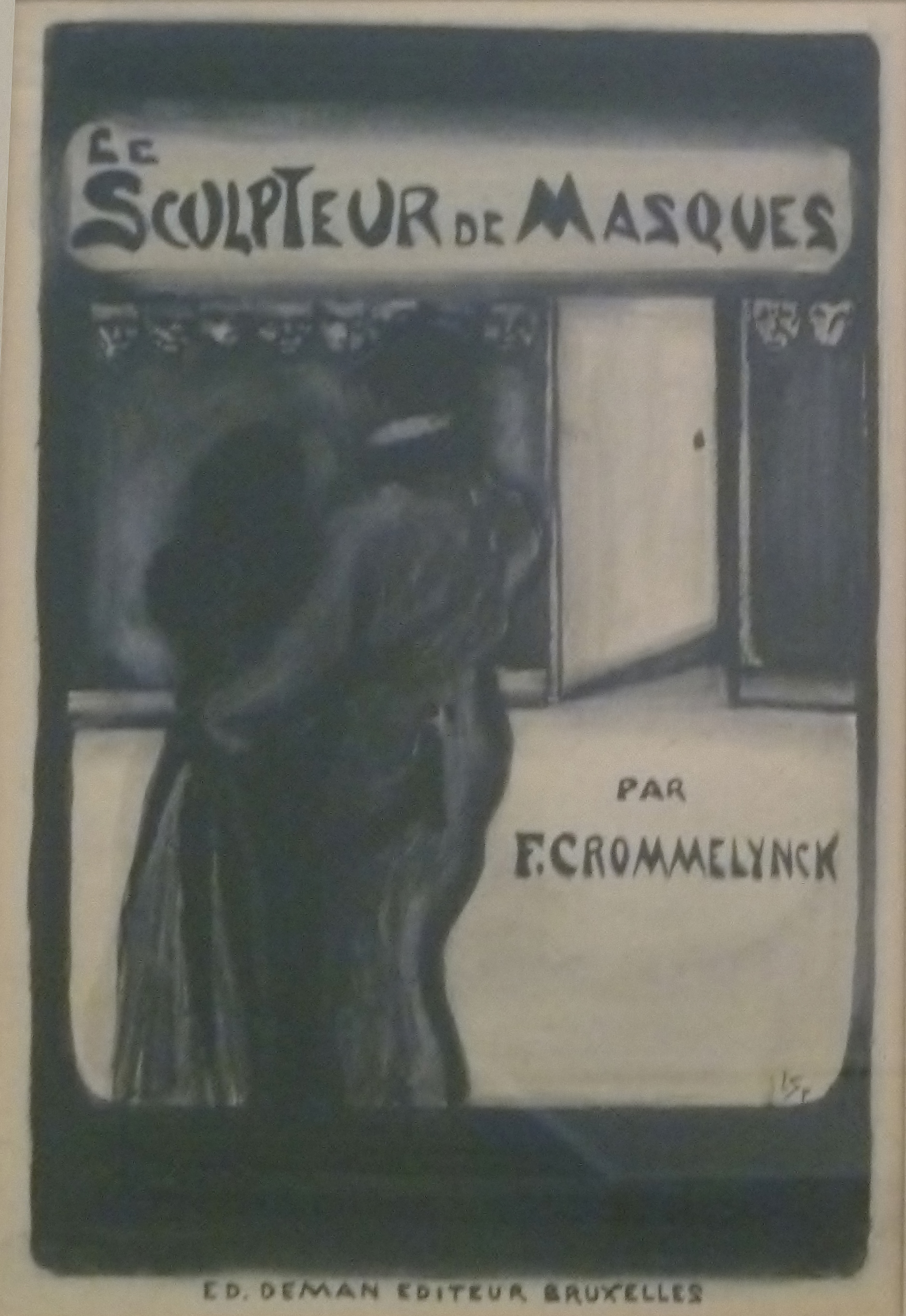
Le Sculpteur de Masques (1907), illustration par Léon Spilliaert.

À Bruxelles, en 1946, sa pièce Le Cocu magnifique rencontre un gros succès ; elle est adaptée par lui-même au cinéma l'année suivante dans un film réalisé par le cinéaste belge Émile-Georges De Meyst, avec Jean-Louis Barrault dans le rôle de Bruno. Un remake italien est réalisé en 1964, sous le titre Il magnifico cornuto par Antonio Pietrangeli, avec Ugo Tognazzi, Claudia Cardinale, Gian Maria Volontè et Bertrand Blier.
En 1950, Crommelynck publie un roman policier, Monsieur Larose est-il l'assassin ?, qui devient une mini-série pour la télévision argentine en 1961.

### Famille
Il est le père des graveurs Aldo Crommelynck, Piero Crommelynck et Milan Crommelynck. Son épouse Anna est décédée le 15 août 1970 à Saint-Germain-en-Laye à l'âge de 83 ans.

## Postérité
Crommelynck apparaît dans la bande dessinée d'Emmanuel Guibert La Guerre d'Alan, réalisée d'après les souvenirs d'Alan Ingram Cope.

## Œuvre

### Théâtre
- Le Sculpteur de masques (1908)
- Le Marchand de regrets (1913)
- Les Amants puérils (1921)
- Le Cocu magnifique (1921) ; réédition avec préface de Jean Duvignaud et une lecture de Paul Emond, Bruxelles, Labor (1987)
- Carine ou la jeune fille folle de son âme (1929) (Prix triennal du théâtre) ; réédition, Bruxelles, La Renaissance du Livre, coll. « Espace Nord » (2010)
- Tripes d'or (1930) ; réédition avec une préface de Michèle Fabien, lecture de Paul Emond, Actes Sud (1989)
- Une femme qu'a le cœur trop petit (1934)
- Chaud et froid, ou L'Idée de monsieur Dom (1936)
- Le Chevalier de la Lune ou Sir John Falstaff (1968)
- Miroir de l'enfance (1986), publication posthume
- Théâtre complet, 3 vol., introduction de Georges Perros, Gallimard, (1986-1987) contient : Le Cocu magnifique ; Les Amants puérils ; Le Sculpteur de masques ; Tripes d'or ; Carine ; Chaud et froid

### Roman policier
- Monsieur Larose est-il l'assassin ? (1950) ; réédition avec une préface de Luc Dellisse, Bruxelles, Les Éperonniers (1988)

### Autre
- Sacha Guitry, Pierre Benoit, André Maurois, Edmond Heuzé, Fernand Crommelynck et Jean Cocteau, Maurice Utrillo V, lithographies originales de Maurice Utrillo, Suzanne Valadon et Lucie Valore (atelier Fernand Mourlot), Joseph Foret, Paris, 1956.

## Filmographie

### En tant qu'acteur
- 1912 : L'Histoire de Minna Claessens, film muet belge réalisé par Alfred Machin
- 1913 : Une victime du petit coureur, film muet belge réalisé par Isidore Moray
- 1913 : Le Baiser de l'empereur, film muet belge réalisé par Alfred Machin
- 1913 : L'Agent Rigolo et son chien policier, film muet belge réalisé par Alfred Machin, où Crommelynck interprète le rôle de l'agent Rigolo, un film qui met en scène Mimir la panthère.
- 1913 : Le Diamant noir, film muet belge réalisé par Alfred Machin, où Crommelynck interprète le rôle de l'explorateur Santher, un film qui met en scène Mimir la panthère.
- 1914 : Maudite soit la guerre, film muet belge réalisé par Alfred Machin
- 1921 : Le Juge, film muet belge réalisé par Théo Bergerat
- 1922 : Sang belge ou La Revanche belge, film muet belge réalisé par Théo Bergerat
- 1922 : Le Mouton noir, film muet belge réalisé par Chalux
- 1922 : Le Carillon de minuit, film muet belge réalisé par Jacques de Baroncelli
- 1925 : Le Juif polonais, film muet britannico-belge réalisé par Harry Southwell
- 1935 : Le Cadavre no 5, film belge réalisé par Gaston Schoukens

### En tant que scénariste ou dialoguiste
- 1925 : Le Juif polonais, film muet britannico-belge réalisé par Harry Southwell
- 1933 : Les Aventures du roi Pausole, film français réalisé par Alexis Granowsky, adaptation du roman de Pierre Louÿs
- 1933 : The Merry Monarch, film britannique réalisé par Alexis Granowsky (version anglaise du film Les Aventures du roi Pausole)
- 1933 : Die Abenteuer des Königs Pausole, film allemand réalisé par Alexis Granowsky (version allemande du film Les Aventures du roi Pausole)
- 1937 : Miarka, la fille de l'ourse, film français réalisé par Jean Choux
- 1938 : La Glu, film français réalisé par Jean Choux
- 1938 : Le Roman de Werther, film français réalisé par Max Ophüls
- 1943 : Je suis avec toi, film français réalisé par Henri Decoin
- 1947 : Le Cocu magnifique, film franco-belge réalisé par Émile-Georges De Meyst, avec Jean-Louis Barrault dans le rôle de Bruno
- 1955 : Passion de femmes, film français réalisé par Hans Herwig

### Archives
- Le fonds Fernand Crommelynck est accessible aux Archives et Musée de la littérature (AML).